# Andréi Zhdánov
Andréi Aleksándrovich Zhdánov (en ruso: Андре́й Алекса́ндрович Жда́нов, en ucraniano: Андрій Олександрович Жданов) (Mariúpol, 10 de febrerojul./ 22 de febrero de 1896greg.-Moscú, 31 de agosto de 1948) fue un político e ideólogo cultural soviético. Considerado como uno de los políticos más relevantes del estalinismo de la Unión Soviética.

## Biografía
Andréi Zhdánov nació el 22 de febrero de 1896, en la familia de un inspector de escuelas públicas.  En 1914, se unió a la facción bolchevique del Partido Obrero Socialdemócrata de Rusia. Fue ascendiendo entre las filas del Partido Comunista de la Unión Soviética hasta llegar a ocupar el puesto de primer secretario del Partido de la óblast de Leningrado tras el asesinato de Serguéi Kírov en 1934. Se mantuvo en el puesto hasta enero de 1945.

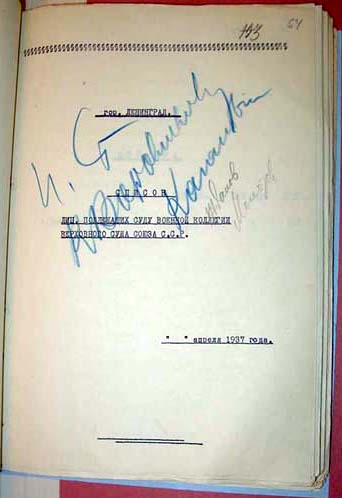
Lista de los «enemigos del pueblo» de Leningrado a sentenciar por el Colegio Militar aprobada por Stalin, Voroshílov, Kaganóvich, Zhdánov y Mólotov, 1937.

En la época de la Gran Purga (1937-1938), fue uno de los miembros del Politburó que aprobaban las listas de personas escogidas para ser ejecutadas. El Colegio Militar de la Corte Suprema era el encargado de emitir las sentencias basándose en estas «listas de ejecución» (rasstrélnyie spiski). Durante la Gran Guerra Patria, entre septiembre de 1941 y julio de 1945, fue miembro del Consejo Militar del Frente de Leningrado.
Consuegro de Iósif Stalin —su hijo Yuri se casó con Svetlana Alilúyeva, hija de aquel—, en 1947 organizó el Kominform, diseñado para coordinar los partidos comunistas de Europa. Posteriormente a la Segunda Guerra Mundial, fue considerado como un posible heredero del poder político de Stalin, lo que la muerte de Zhdánov en 1948 impidió.
Fue un férreo defensor del realismo socialista, corriente estética que buscaba ser la representación artística del socialismo frente a los valores burgueses y reaccionarios. Hasta fines de la década de 1950 su código ideológico, conocido como «zhdanovismo», dominó en gran medida la producción cultural de la Unión Soviética. Zhdánov se propuso crear una nueva filosofía del arte; su método reducía toda la cultura a una clave donde un símbolo dado corresponde a un valor moral simple.
Zhdánov es famoso por sus ataques contra figuras como Dmitri Shostakóvich o Serguéi Eisenstein, pero bajo su hegemonía cultural muchos otros artistas, menos famosos, fueron descalificados o perseguidos. Luego de la muerte de Stalin en marzo de 1953, los artistas soviéticos dejaron de estar a merced de la censura zhdanovista, y el control estético ideológico que caracterizó el período estalinista fue aliviado. El resultado fue una explosión creativa del arte soviético, tanto abstracto como figurativo, con el florecimiento de estilos antes mal vistos o perseguidos.
Falleció el 31 de agosto de 1948, y sus restos fueron sepultados en la Necrópolis de la Muralla del Kremlin de Moscú. La ciudad ucraniana donde nació, Mariúpol, se llamó Zhdánov en su honor entre el año de su muerte y 1989.

## Responsable del control ideológico de la cultura
En calidad de miembro del Politburó y del Secretariado del Comité Central del Partido Comunista, desde abril de 1946 supervisaba las actividades tanto del Departamento de Agitación y Propaganda o Agitprop (director Gueorgui Aleksándrov), como del Departamento de Política Exterior (director Mijaíl Súslov) del Comité Central. El Agitprop tenía encomendada la misión de velar por la pureza ideológica en la cultura soviética. Desde esta posición, Zhdánov dirigió el acoso y adoctrinamiento de los representantes de la cultura cuyas obras, en su opinión, no encajaban en los preceptos del realismo socialista dominante.

### El caso de las revistas literariasZvezdáyLeningrado
El 14 de agosto de 1946, el Orgburó del Comité Central del PCUS aprobó una resolución donde se criticaba la labor de las revistas literarias Zvezdá y Leningrado, en las que, entre otros, publicaban sus obras el escritor Mijaíl Zóschenko y la poeta Anna Ajmátova. Acto seguido, Andréi Zhdánov pronunció un discurso, titulado «Informe sobre las revistas Zvezdá y Leningrado», en la que vertía una feroz crítica de la obra de Zóschenko y Ajmátova. La poeta fue calificada por Zhdánov como «una representante del pantano literario reaccionario apolítico» («одним из представителей этого безидейного реакционного литературного болота»). El 4 de septiembre, Ajmátova y Zóschenko fueron expulsados de la Unión de Escritores Soviéticos, lo que conllevaba la prohibición de la publicación de sus obras y la denegación de las cartillas de racionamiento en un Leningrado devastado por la recién acabada guerra.

### El decreto Zhdánov
Se conoce como «decreto Zhdánov» a la Resolución del Politburó del Partido Comunista de la Unión Soviética sobre la ópera La gran amistad del compositor georgiano Vanó Muradeli (1908-1970), emitida el 10 de febrero de 1948. Aunque principalmente se dirigía contra dicha ópera de Muradeli, fue el comienzo de una campaña de críticas y descalificaciones contra muchos compositores soviéticos, entre ellos Dmitri Shostakóvich, Serguéi Prokófiev y Aram Jachaturián, expresamente nombrados en la resolución. El decreto fue seguido, en abril del mismo año, por un congreso extraordinario de la Unión de Compositores Soviéticos, donde varios de los criticados fueron exhortados a formular arrepentimientos públicos. Los compositores condenados por el decreto fueron oficialmente rehabilitados por otro decreto emitido el 28 de mayo de 1958, en pleno proceso de desestalinización.